# Ostredok (Krížska dolina)
Ostredok – grzbiet w Niżnych Tatrach na Słowacji. Opada w kierunku północnym z głównej grani Niżnych Tatr, z bezimiennego wierzchołka pomiędzy Kotliskámi (1937 m) a Chabencem (1955 m). Ostredok dzieli górną część Doliny Krzyskiej (Krížska dolina) na dwie odnogi. Orograficznie lewa dolinka ma nazwę Chabenec i podchodzi pod szczyt Chabenca, dolinka prawa to główny bieg Doliny Krzyskiej podchodzący pod przełęcz Krížske sedlo i szczyt Kotliská.
Ostredok to grzbiet o wyrównanym przebiegu, bez wyraźnego wierzchołka. Jego górne skalisto-trawiaste zbocza opadają do dwóch kotłów lodowcowych u północnych ścian szczytów Kotliská i Chabenec. Niżej grzbiet Ostredoka porasta kosodrzewina, a jeszcze niżej las. Nie prowadzi przez niego żaden szlak turystyczny. W dolnej części grzbietu Ostredoka znajdują się sztolnie dawnych kopalń antymonitu.